# Skaruliai

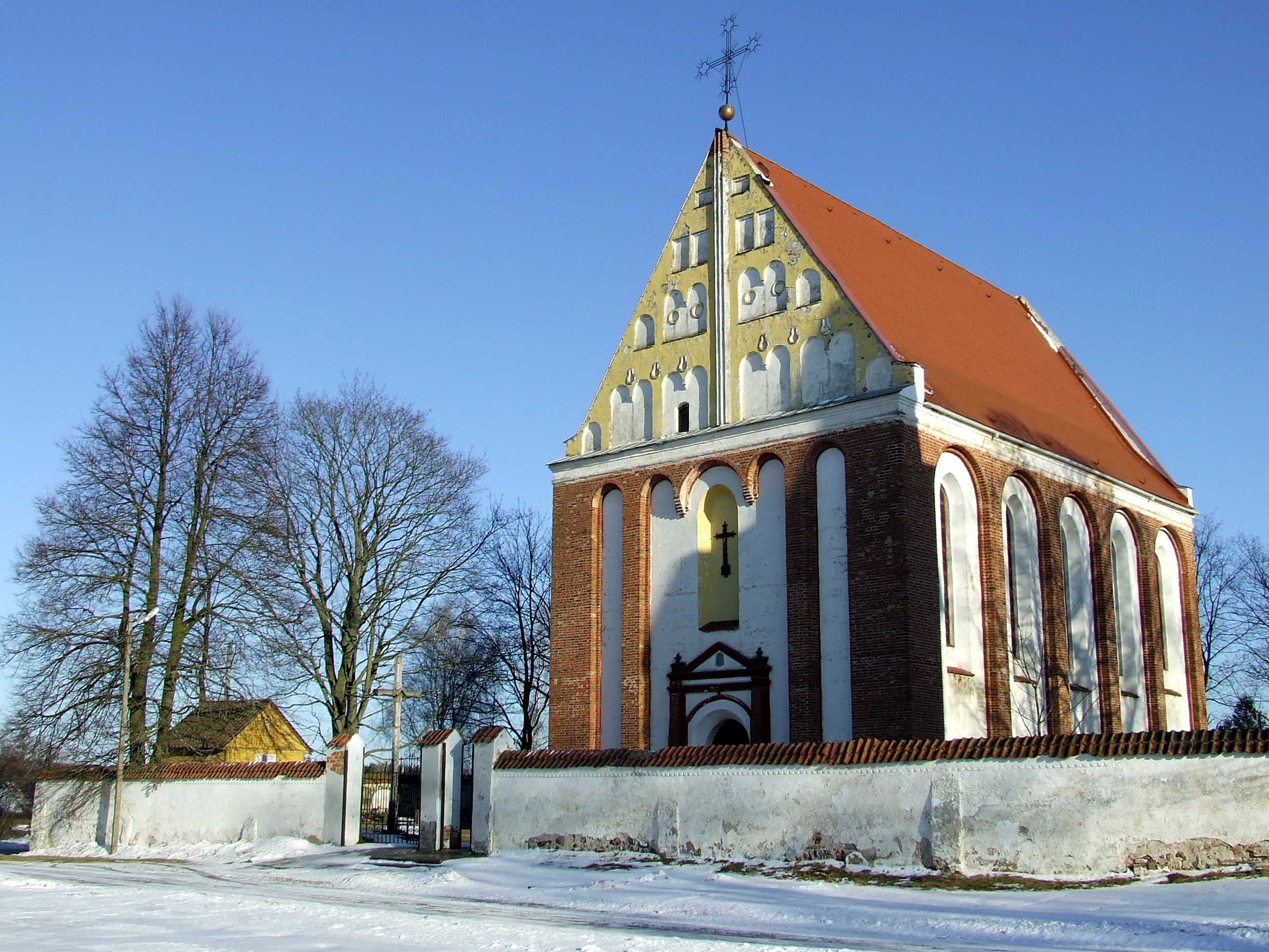
Kirche St. Anna in Skaruliai

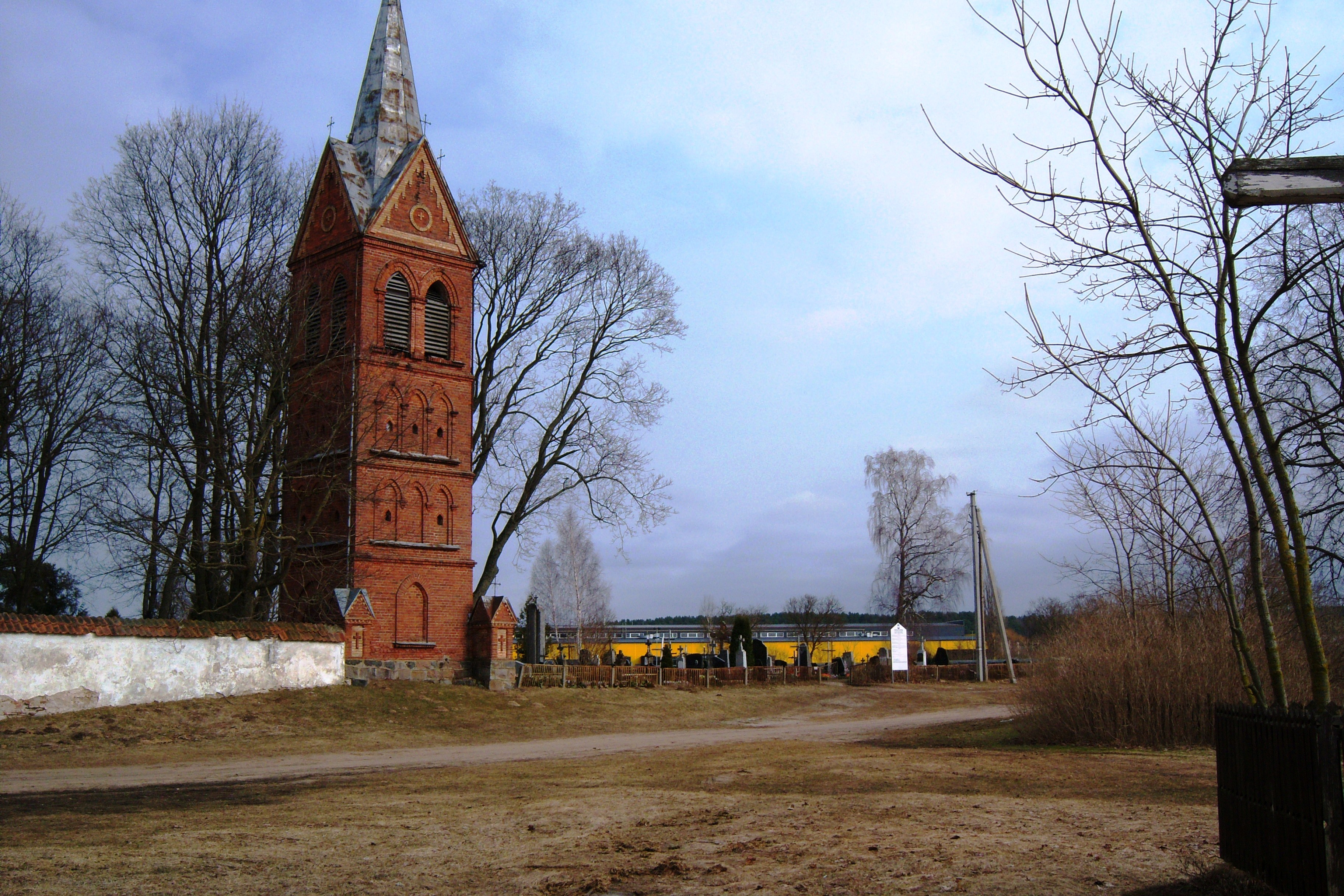
Glockenturm und Friedhof

Skaruliai ist ein Stadtteil von Jonava, ein Industriegebiet am linken Ufer der Neris bei AB Achema. Es gibt die römisch-katholische Kirche St. Anna (gebaut 1622), daneben befindet sich ein Friedhof. Im südlichen Teil von Skaruliai haben die Unternehmen AB Jonavos montuotojas und UAB Taurosta ihren Sitz.

## Geschichte
1522 wurden Lipnikai und der Gutshof Lipnikai erwähnt. Der Gutshof gehörte den Skorulskiai, deswegen hieß der Ort 1592 Skaruliai. Mitte des 18. Jahrhunderts kauften die Kosakovskiai den Gutshof Skaruliai. Danach entstand am anderen Ufer der Neris das Städtchen Jonava.
1945 gab es eine 7-jährige und später 8-jährige Schule.
1970 lebten in Skaruliai 961 Einwohner.

## Personen
- Pranas Vilkas (* 1936), Ingenieur und Politiker
- Regina Kasperavičiūtė-Karaliūnienė (* 1954), Direktorin des Landesmuseums Jonava
- Algis Krutkevičius (* 1951), Chormeister